# Jižní Thajsko
Jižní Thajsko (v minulosti zvaný Jižní Siam nebo Tambralinga) je nejjižnější kulturní region Thajska. Od Středního Thajska je oddělen tzv. šíjí Kra. Rozprostírá se na Malajském poloostrově na rozloze 70 714 km2 (tedy na území podobně velkém jako Česko). Je tvořen celkem čtrnácti thajskými provinciemi, z nichž šest leží na západním a osm na východním pobřeží. Nejvýznamnější provincií ležící v regionu je provincie Phuket.
Západní část regionu Jižního Thajska je tvořena strmými pobřežími, zatímco východní část regionu tvoří nížiny, kterými prochází řeky, které se zde vlévají do Indického oceánu. Přibližně čtvrtinu rozlohy regionu tvoří lesy. Asi 76 % obyvatel regionu tvoří buddhisté, což je sice relativně vysoké procento, nicméně v porovnání s ostatními regiony Thajska výrazně zaostává (celonárodní průměr je 94 %). Zbylou čtvrtinu obyvatel tvoří muslimové (celonárodně islám přitom vyznává pouze 5 % thajské populace), pouhých 0,2 % obyvatel jsou křesťané. Nejrozšířenějším jazykem v regionu je jižní thajština. 
Ekonomika regionu je silně diverzifikovaná, přičemž tvoří asi 27 % ekonomiky celého Thajska. Významná odvětví zde tvoří průmysl, turismus, obchod, doprava nebo stavebnictví. V regionu se nachází celkem pět mezinárodních a šest místních letišť. 